# The Legend of Zelda: Phantom Hourglass
The Legend of Zelda: Phantom Hourglass (ゼルダの伝説 夢幻の砂時計?, Zeruda no Densetsu: Mugen no Sunadokei, lett. "La Leggenda di Zelda: La Clessidra delle Illusioni") è un videogioco action-adventure del 2007, sviluppato da Nintendo EAD e pubblicato da Nintendo in esclusiva per Nintendo DS. Si tratta del tredicesimo capitolo principale della serie The Legend of Zelda.
È equipaggiato con una grafica 3D in cel-shading principalmente con una visuale dall'alto anche se incorpora altre diverse visuali a seconda del contesto. Il gioco è stato mostrato da Satoru Iwata con un trailer durante la Game Developers Conference (conferenza degli sviluppatori di videogiochi) del 2006 a San Jose. In Europa è stato pubblicato il 19 ottobre 2007.

Il logo del gioco

## Trama
Il gioco è ambientato immediatamente dopo The Legend of Zelda: The Wind Waker, essendone anche il seguito. Link, Dazel e i suoi pirati stanno esplorando il mare alla ricerca di nuove terre dove fondare la nuova Hyrule su richiesta del re Dafnes Nohansen Hyrule alla fine del capitolo precedente. Durante una nebbia fittissima, si imbattono in una nave fantasma e Dazel vi si reca per esplorarla, credendo che ci sia un tesoro a bordo. Quando lei si caccia nei guai, Link prova a salvarla ma cade nell'oceano e perde conoscenza. Portato dalla corrente sulle rive di un'isola misteriosa, l'Isola Melka, si risveglia col suono della voce di Sciela, una fata che ha perso la memoria.
Con il suo aiuto riesce a ripartire in cerca di Dazel. Conoscerà quindi il vecchio Oshus, uomo dai tanti segreti, e il fifone Linebeck, colui che con il suo battello lo aiuterà a navigare per il mondo del Re Mar. Durante il viaggio per cercare il vascello fantasma, Link scopre che per trovarlo, avrà bisogno dell'aiuto dei tre spiriti del potere, della saggezza e del coraggio, e salva così Leaf, lo spirito del potere, e Nelly, lo spirito della saggezza, mentre il terzo, lo spirito del coraggio, è identico a Sciela, e con le spiegazioni di Oshus, si scopre che Sciela era lo spirito del coraggio. Per attraversare le isole, Link dovrà anche trovare delle carte nautiche nel Santuario del re Mar, il più grande dungeon del gioco, abitato da Spettri che non può sconfiggere normalmente e che, ad eccezione di zone franche, gli risucchierà energia vitale, ma grazie alla Sabbia della vita all'interno di una clessidra particolare, la Clessidra Illusione, potrà esplorarlo temporaneamente senza perdere energia vitale.
Grazie all'aiuto dei tre spiriti, Link riesce a trovare Dazel, scoprendo che è stata pietrificata a causa della perdita di energia vitale, e Oshus spiega tutto: in realtà è il Re Mar, dall'aspetto di una balena bianca, ma Bellum, un'antica creatura somigliante a un calamaro che ha creato tutti i mostri che infestano i mari e che è capace di assorbire l'energia vitale altrui, lo ha attaccato rubandogli la sua energia vitale, trasformandolo così in un vecchio, e Sciela, facendole perdere la memoria. In seguito spiega che l'unico modo per sconfiggere Bellum è forgiare la Spada Illusione, e anche se Linebeck non è più intenzionato ad aiutare Link, cambia idea dopo aver scoperto che il Re Mar può esaudire i desideri.
Per forgiare la Spada Illusione, tuttavia, il fabbro Effesto ha bisogno di tre metalli puri (il Crimesino, l'Azurino e l'Acquanino). Per recuperare il Crimesino, Link raggiunge un'isola abitata dai Goron e fa squadra col giovane Gongoron, poi parte per un'isola innevata per risolvere un conflitto tra razze e recupera l'Azurino. La ricerca dell'Acquanino è invece più lunga: su un'isola dove vennero seppelliti nove saggi, il ragazzino scopre l'esistenza del Regno di Cobble, che un tempo copriva gran parte delle terre del Re Mar ma che poi scomparve improvvisamente, ed era governato dal Re Mutoh e dai suoi quattro cavalieri, Brant, Bremeur, Doylan e Max, che non trovano pace. Link riceve da Brant un ciondolo magico che gli permette di far scomparire una tromba marina che bloccava il passaggio all'isola che corrispondeva alle rovine di Cobble, e lì, dopo aver sconfitto un golem di pietra, incontra lo spirito di Mutoh, che gli dà l'Acquanino come ricompensa per aver aiutato la sua razza a riposare in pace.
Con tutti i metalli puri a disposizione, Effesto può forgiare la spada, ma è senza elsa, e Oshus fonde la Clessidra Illusione con la lama, completandola, e con la sua nuova spada, capace di uccidere gli Spettri, Link raggiunge le profondità del Santuario del Re Mar, dove ha la meglio su Bellum dopo aver scoperto che fondere la clessidra con la spada le ha fornito la capacità di fermare temporaneamente il tempo se usata assieme alle Sfere Illusione, una delle abilità di Sciela, dato che è anche lo spirito del tempo, e Dazel torna normale, ma il mostro non è stato sconfitto e si aggrappa al vascello fantasma. Il gruppo lo insegue e sale a bordo del vascello sul punto di affondare, ma Bellum distrugge il battello di Linebeck, mette fuori combattimento Oshus e cattura Link e Dazel, ma Linebeck afferra la Spada Illusione e colpisce uno dei tentacoli del mostro, liberando Link prima che Bellum prenda possesso di lui, rendendolo simile a uno Spettro e costringendolo a combattere contro l'eroe. Link riesce però a distruggere Bellum senza ferire Linebeck.
Con Bellum sconfitto definitivamente, il Re Mar torna alla sua forma originale, e anziché desiderare un tesoro, desidera semplicemente riavere il suo battello, e Link dice addio a Sciela. Si risveglia sulla nave dei pirati assieme a Dazel, ma la ciurma afferma che erano passati solo dieci minuti e che era tutto un sogno. Tuttavia, Link ha ancora la Clessidra Illusione, ora vuota, e vede il battello di Linebeck in lontananza, prove che la sua avventura è vera.

## Modalità di gioco
Basta toccare con il pennino lo schermo touch screen su un nemico o eseguire archi semicirolari intorno a Link per farlo attaccare con la spada. Si utilizzano anche gli oggetti ausiliari col pennino, come il Boomerang dove bisogna disegnarne la traiettoria o il Rampino in cui si indica l'oggetto con la stilo per fare in modo che Link vi si attacchi.
Fondamentale è infine l'uso della mappa su cui potremo annotare col pennino segnali e informazioni che nel gioco sono determinanti per risolvere gli enigmi. Inoltre, nella modalità Esplorazione, per viaggiare da un'isola all'altra con il battello basterà tracciare una Rotta sulle apposite Carte Nautiche. Sono disponibili anche un cannone e un gancio, indispensabili per battere nemici acquatici e per ritrovare tesori sommersi.
Il gioco contiene due tipi di modalità wireless, la Modalità Sfida e la Contact Mode.

### Sfida
Nella modalità sfida, i giocatori usano alternando gli Spettri e Link. Link deve portare alcune gemme nella sua base, e gli Spettri devono impedirglielo. Se si gioca con più schede o in Wi-Fi attraverso alcuni procedimenti il giocatore può guadagnare delle varianti, ottenute quattro varianti, si riceve un pezzo d'oro del battello nella versione in un giocatore.

### Contact Mode
È possibile scambiare i propri tesori o i pezzi del battello con altre persone che possiedono una scheda del gioco.